# Thanwa Suriyajak
Thanwa Suriyajak (tiếng Thái: ธันวา สุริยจักร, phiên âm: Than-va Xu-ri-da-chắc, sinh ngày 30 tháng 12 năm 1991) là một diễn viên, ca sĩ và người mẫu Lào hoạt động ở Thái Lan.

## Tiểu sử
Thanwa sinh ra và lớn lên ở Pakse, Champasak, Lào và học tại một trường quốc tế ở đó trước khi vào Đại học Quốc gia ở Viêng Chăn. Cha của Thanwa là người mang ba dòng máu Thái Lan, Hoa và Pháp, mẹ của anh cũng mang ba dòng máu Thái Lan, Hoa, Việt. Thanwa đã được phát hiện bởi công ty Suppachai Sriwijit, một công ty nổi tiếng trong ngành giải trí của Thái Lan khi anh thăm Thái Lan trong dịp lễ Songkran. Sau khi quyết định đến Thái Lan để làm việc và học tập, Thanwa bắt đầu sự nghiệp của mình như một người mẫu khi anh 18 tuổi. Thanwa tốt nghiệp với bằng Cử nhân về Nghệ thuật Truyền thông về Sản xuất Phim và Video từ Đại học Rangsit, Thái Lan vào năm 2015 và nhận học bổng để tiếp tục theo học chương trình Thạc sỹ về sản xuất phim tại cùng một trường đại học.  Phim Hugna Sarakham và Love Summer On The Beach là những tác phẩm đầu tay của anh ở Thái Lan. Sự nổi tiếng của Thanwa hiện đang gia tăng kể từ khi anh làm việc tại Lee La Wa Dee Plerng, Fai Rak Game Ron và Rissaya.

## Các bộ phim đã từng tham gia

### Phim điện ảnh
| Năm  | Phim                     | Vai    | Đóng với                  |
| ---- | ------------------------ | ------ | ------------------------- |
| 2011 | Hug Na Sarakham          | Thep   | Ashiraya Peerapatkunchaya |
| 2011 | Love Summer On The Beach | George | Pimchanok Leuwisedpaiboon |

### Phim truyền hình
| Năm  | Phim                      | Tên tiếng Việt                  | Vai                    | Đóng với                                      | Đài |
| ---- | ------------------------- | ------------------------------- | ---------------------- | --------------------------------------------- | --- |
| 2011 | Mon Rak Mae Num Moon      | Chuyện tình bên dòng sông trăng | Can                    | Pimchanok Leuwisedpaiboon                     | CH7 |
| 2012 | Asoon Noi Nai Takiangkaew | Aladin và cây đèn thần          | Peter                  |                                               | CH7 |
| 2012 | Look Pu Chai Mai Ta Pod   |                                 | Krai                   | Natasha Nuanjam                               | CH7 |
| 2012 | Saeb Sa Lub Kua           | Lãng tử hoàn lương              | Pla Yai                | Thikumporn Rittapinun & Anyarin Terathananpat | CH7 |
| 2013 | Wi Marn Ma Prao           |                                 | Sueb Sai               | Thikumporn Rittapinun                         | CH7 |
| 2015 | Lee La Wa Dee Plerng      | Sự thật bí mật                  | Tiwat (Win)            | Anyarin Terathananpat                         | CH7 |
| 2015 | Waen Sawart               | Chiếc nhẫn dục vọng             | "Khundu" Wisit Sakdina | Khemanit Jamikorn                             | CH7 |
| 2015 | Koo Prub Cha Bab Hua Jai  | Oan gia vườn trường             | Mawin Pitakpong        | Atsadaporn Siriwattanakul                     | CH7 |
| 2016 | Fai Rak Game Ron          | Lửa cháy tình nồng              | Panat / "Non"          | Sammy Cowell                                  | CH7 |
| 2016 | Ta Le Fai                 | Biển lửa                        | Panat / "Non"          | Sammy Cowell                                  | CH7 |
| 2016 | Rissaya                   |                                 | Chanok Korrakotpong    | Anyarin Terathananpat                         | CH7 |
| 2018 | Dok Yah Nai Payu          | Hoa cỏ lau trong bão            | Pongrapee / "Pee"      | Sonya Singha                                  | CH7 |
| 2018 | Khun Nhoo Ruen Lek        |                                 | Taywat                 | Kessarin Noiphueng                            | CH7 |
| 2019 | Lhong Ngao Jun            | Lạc dưới bóng trăng             | Ae                     | Sammy Cowell                                  | CH7 |
| 2019 | Song Naree                | Sóng gió song sinh              | Ongard / Ard           | Peechaya Wattanamontree                       | CH7 |
| 2021 | Lhong Klin Chan           | Ám ảnh mùi đàn hương            | Patapee / Mordan       | Anyarin Terathananpat                         | CH7 |
| 2021 | Prik Gub Klur             | Dư vị tình yêu                  | Siam / Ding            | Sonya Singha                                  | CH7 |

### Phim ngắn
| Năm  | Tựa           | Notes    | Với                                    |
| ---- | ------------- | -------- | -------------------------------------- |
| 2013 | Long Rak Loey | Actor    | Nadech Kugimiya, Apinya Sakuljaroensuk |
| 2015 | Be Together   | Director |                                        |

### MV
| Năm  | Ca khúc                        | Ca sĩ        |
| ---- | ------------------------------ | ------------ |
| 2015 | Nang Sao Thai Gub Fai Kang Kwa | Dunk Pankorn |

## Sự nghiệp âm nhạc

### Soundtrack
| Năm  | Ca khúc                     | Ghi chú                  |
| ---- | --------------------------- | ------------------------ |
| 2011 | Look Toong Kon Yark         | Mon Rak Mae Num Moon OST |
| 2011 | Kuen A Lai                  | Mon Rak Mae Num Moon OST |
| 2015 | Sanaeha                     | Lee La Wa Dee Plerng OST |
| 2015 | Kor Chai Took Natee Gub Tur | Waen Sawart OST          |
| 2016 | Mai Neuk Loey               | Rissaya OST              |
| 2021 | Kaung Mahn Dtaung Mee       | Prik Gub Klur OST        |
| 2021 | Jahk Nee Pai Jon Nirun      | Prik Gub Klur OST        |